# Regeringen Kim Kielsen II
Regeringen Kim Kielsen II var Grønlands regering fra den 12. december 2014 til 27. oktober 2016 som blev dannet efter Siumuts sejr ved parlamentsvalget i november 2014. Den 4. december offentliggjorde regeringsformand Kim Kielsen en koalition bestående af Siumut, Demokraatit og Atassut. Det nye regering blev offentliggjort den 10. december 2014.

## Regeringsdannelse
Efter parlamentsvalget i slutningen af november 2014 forventede de fleste observatører, at det socialdemokratiske Siumut enten ville blive enige om en stor koalition med den socialistiske Inuit Ataqatigiit, der havde samme antal mandater, eller om at danne en regering med det separatistiske Partii Naleraq. Forhandlinger mellem disse partier mislykkedes, især på grund af spørgsmålet om uranudvinding, som Siumut ønskede at tillade, mens de potentielle partnere ønskede en folkeafstemning om det først. I oktober 2013 havde det grønlandske parlament ophævet et forbud, der havde eksisteret i 25 år, som især ramte forekomster i området omkring Narsaq. I stedet blev Siumut, det liberale Demokraatit og det konservative Atassut enige om en koalitionsregering. Koalitionsaftalen blev underskrevet den 4. december 2014 og ministerposterne blev offentliggjort 10. december. Kim Kielsen fra Siumut blev formand for regeringen. Han havde allerede overtaget dette embede på midlertidig basis i begyndelsen af oktober 2014 efter sin forgænger Aleqa Hammonds tilbagetræden.

## Ændringer i regeringen
I november 2015 fik Anda Uldum sygeorlov i tre måneder. Vittus Qujaukitsoq overtog hans arbejdsområde og beholdt ansvaret for udenrigsanliggende, men overdrog til gengæld erhverv, arbejdsmarked og handel til Randi Vestergaard Evaldsen, som blev ny minister i regeringen. I midten af januar 2016 meddelte Anda Uldum, at han trak sig ud af grønlandsk politik, og med virkning fra 2. februar 2016 fik Vittus Qujaukitsoq sine oprindelige ansvarsområder tilbage, og Randi Vestergaard Evaldsen overtog finanser og råstoffer, som Uldum oprindeligt havde haft. Den 23. maj 2016 fratrådte Karl-Kristian Kruse efter eget ønske og blev afløst af Nikolaj Jeremiassen. I forbindelse hermed blev justitsområdet flyttet fra Mala Høy Kúko til Martha Lund Olsen.

## Sammenbrud
I efteråret 2016 brød regeringen sammen blandt andet på grund af uenigheder om det planlagte nybyggeri af parlamentsbygningen og tilskud til fjerntliggende bebyggelser. Kim Kielsen dannede derefter en ny koalition af Siumut, Inuit Ataqatigiit og Partii Naleraq. Den 27. oktober 2016 blev koalitionsaftalen mellem de tre partier underskrevet, og den tredje Kielsen-regering begyndte sit arbejde.

## Sammensætning
| Minister                                 | Område                                                     | Bemærkning                               |
| ---------------------------------------- | ---------------------------------------------------------- | ---------------------------------------- |
| Kim Kielsen (Siumut)                     | Regeringsformand og indenrigsområdet                       |                                          |
| Randi Vestergaard Evaldsen (Demokraatit) | Erhverv, arbejdsmarked og handel                           | fra 3. november 2015 til 2. februar 2016 |
| Randi Vestergaard Evaldsen (Demokraatit) | Finanser og råstoffer                                      | fra 2. februar 2016                      |
| Doris Jakobsen (Siumut)                  | Sundhed og nordiske anliggende                             |                                          |
| Nikolaj Jeremiassen (Siumut)             | Fiskeri, fangst og landbrug                                | fra 23. maj 2016                         |
| Knud Kristiansen (Atassut)               | Boliger, byggeri og infrastruktur                          |                                          |
| Karl-Kristian Kruse (Siumut)             | Fiskeri, fangst og landbrug                                | til 23. maj 2016                         |
| Mala Høy Kúko (Atassut)                  | Natur, miljø og justitsvæsen                               | til 23. maj 2016                         |
| Mala Høy Kúko (Atassut)                  | Natur og miljø                                             | fra 23. maj 2016                         |
| Martha Lund Olsen (Siumut)               | Familie, ligestilling og sociale anliggender               | til 23. maj 2016                         |
| Martha Lund Olsen (Siumut)               | Familie, ligestilling, sociale anliggender og justitsvæsen | fra 23. maj 2016                         |
| Nivi Olsen (Demokraatit)                 | Uddannelse, kultur, forskning og kirke                     |                                          |
| Vittus Qujaukitsoq (Siumut)              | Erhverv, arbejdsmarked, handel og udenrigsanliggender      | til 3. november 2015                     |
| Vittus Qujaukitsoq (Siumut)              | Finanser, råstoffer og udenrigsanliggende                  | fra 3. november 2015 til 2. februar 2016 |
| Vittus Qujaukitsoq (Siumut)              | Erhverv, arbejdsmarked, handel og udenrigsanliggender      | fra 2. februar 2016                      |
| Anda Uldum (Demokraatit)                 | Finanser og råstoffer                                      | til 3. november 2015                     |